# داريو جارا ساغوير
داريو جارا ساغوير (بالإسبانية: Darío Jara Saguier)‏ مواليد 27 يناير 1930 في أسونسيون، هو لاعب كرة قدم باراغواياني سابق كان يلعب في مركز الهجوم. سبق له أن لعب في كأس العالم لكرة القدم مع منتخب بلاده.

## المسيرة الاحترافية

### أندية لعب لها
- سيرو بورتينيو

## روابط خارجية
- داريو جارا ساغوير على موقع الاتحاد الدولي (مؤرشف)  (الإنجليزية)
- داريو جارا ساغوير على موقع قاعدة بيانات كرة القدم.إي يو (الإنجليزية)
- داريو جارا ساغوير على موقع ناشيونال فوتبول تيمز (الإنجليزية)
- داريو جارا ساغوير على موقع Soccerway.com (الإنجليزية)
- داريو جارا ساغوير على موقع عالم كرة القدم.نت (الإنجليزية)